# 神明恵和合取組
神明恵和合取組（かみの めぐみ わごうの とりくみ）は歌舞伎の演目。1890年（明治23年）3月、新富座初演。作者は竹柴其水。通称「め組の喧嘩」（めぐみの けんか）。四幕八場。
文化2年に芝神明社で起きた「め組の喧嘩」事件を題材とする。すっきりした筋立ての中に実在の人物を登場させる、典型的な明治時代の実録風世話物。

## あらすじ
序幕　品川島崎楼の場・八つ山下の場
品川の料亭島崎楼で、力士の四ツ車大八とめ組の若い者がささいなことから口論となる。め組の頭辰五郎の仲裁で一旦おさまるが、同席していた四ツ車の贔屓の武士が「力士と鳶風情では身分が違う。」との言葉に辰五郎は「モシ旦那、角力だって鳶の者だって同じ人間だ。そんなに安くしなさんな。」と腹を立てる。遺恨に思った辰五郎は、品川郊外の八つ山下で四ツ車を襲撃する。世話だんまりの立ちまわりの後、駕籠で通りかかった顔役喜三郎は辰五郎の財布を拾う。
二幕目　芝神明芝居前の場
芝の神明社境内の芝居小屋で、またしても四ツ車と九竜山浪右衛門ら力士とめ組の若い者が喧嘩をする。通りかかった辰五郎は我慢できず決着をつけようとする。
一触即発のところで芝居小屋の太夫元が懇願し引き下がる。
三幕目　数奇屋河岸喜三郎内の場・浜松町辰五郎内の場
最早喧嘩は避けられないと覚悟を決めた辰五郎は数奇屋河岸の喜三郎のもとに行き、それとなく暇乞いを告げる。それと察した喜三郎は、以前八つ山下で拾った件の財布を見せ、大きな間違いになったらどうすると意見をする。困った辰五郎は仲間と相談すると答えそれとなく別盃をかわす。
喜三郎の意見に悩む辰五郎は、女房のお仲に意気地がないから離縁すると言い出される。居合せた兄弟分の亀右衛門にも非難され、辛抱していた辰五郎だが、ついに以前から用意していた離縁状を逆に突き付け、心中を語る。やはり、町火消しの意地から命がけの喧嘩を決意していたのだ。亀右衛門に部下を集めろと指示し喧嘩の支度をする。折しも、遠くから相撲興行の終わりを告げるはねの太鼓。颯爽たる姿に喜ぶお仲とわが子に別れを告げ、辰五郎は相撲の興行場所の神明社に向かう。
四幕目　神明町鳶勢揃いの場・角力木戸喧嘩の場
神明社内で辰五郎ひきいる町火消しと九竜山・四ツ車ら力士との大喧嘩が繰り広げられるが、町奉行と寺社奉行の法被を重ね着した喜三郎の仲裁により、双方お上に訴える事で収束する。

## 初演時の配役
- め組辰五郎・・・・・・・・・・・五代目尾上菊五郎
- 四ツ車大八・・・・・・・・・・・四代目中村芝翫
- 九竜山浪右衛門／焚出し喜三郎・・初代市川左團次
- 露月町亀右衛門・・・・・・・・・四代目尾上松助
- 辰五郎女房お仲・・・・・・・・・四代目澤村源之助

## 概説
分かり易い筋といなせな鳶の者の生活が描写された世話物の傑作である。とくに三幕目は河竹黙阿弥の補作（スケ）で、こくのある描写が熟練の技を見せている。辰五郎内の舞台は、凝り性の菊五郎がわざわざめ組の関係者に問い合わせて作った。終幕の喧嘩場はケレン味のある殺陣が見逃せない。下座音楽の巧みな効果、洗練された江戸生世話物の演出などが堪能できる。ただ初演時は、終幕の乱闘が、かなりいいかげんで、芝翫ら出演者が負傷する騒ぎを引き起こし、かえって評判になった言われている。
五世菊五郎は『盲長屋梅加賀鳶』（加賀鳶）の梅吉や『江戸育御祭左七』（お祭り左七）の左七など町火消役を得意としたが、さまざまな演じ方の口伝を残している。たとえば、歩くときは高い足場を歩くように、互いの足を前に出すように歩く、と決めている。初演時は江戸前の演技が評判で、三木竹二の評では「（辰五郎内の終結部、女房と子供との別れの場で）・・・訣別する処、満場粛然たりき。揚幕で聞ゆるはねの太鼓をきき「かうしてはいられねえ」と童を突放し、手鍵を腰にさし、鳶口をかいこみての引込み、国周（註：人気浮世絵師、豊原国周）の画も如かず。」と激賞している。
その後、辰五郎役は十五世市村羽左衛門、二世尾上松緑、十七世中村勘三郎とその子の十八世中村勘三郎、そして七代目尾上菊五郎と江戸前の世話物を得意とする役者が勤めている。特に羽左衛門の辰五郎は、口跡の良さと颯爽とした容姿とがはまって、五代目以降、随一と賞され、自身が「此の位ゆるみのない、気の好い役はありません。」と得意げに語るほどであった。
二世松緑が語った「江戸っ子の喧嘩ですから、ハラも何んもないもので、どっちかといえば辰五郎の場合なんか、あんまりハラがあってはいけないんです。これはむしろ形のもので、粋に粋に、という行き方できてるんですね」という解析は、登場人物の外づらが決まれば興行も大入りとなった往事の歌舞伎の様子を端的に言いあらわしている。